# Cratere Kagoshima
Kagoshima  è un cratere sulla superficie di Marte.